# 과라니 전쟁
과라니 전쟁(포르투갈어, 스페인어: Guerra Guaranítica) 또는 7개 전도소 전쟁(War of the Seven Reductions)은 예수회로 개종한 과라니족 전도소 7개소가 스페인-포르투갈 연합군과 맞서 싸운 전쟁이다. 1750년 마드리드 조약으로 스페인과 포르투갈의 남미 식민지 경계가 확정되면서 양국이 그 국경지대를 정리하는 과정에서 이 사태가 벌어졌다.
우루과이강 동안에는 예수회가 전도소들을 세우고 원주민들에게 선교를 하고 있었고, 이 지역을 동안선교지라고 했다. 예수회는 이 지역의 선교에 상당한 성과를 거두어, 전도소들 주변은 인구 26,362명(예수회 자체 조사)의, 당시 남미에서 가장 인구가 많은 지역이 되었다. 그런데 마드리드 조약에서 스페인과 포르투갈이 우루과이강을 국경으로 삼기로 하고 우루과이강 동안은 포르투갈, 서안은 스페인에게 넘어가게 되었다.
1754년 예수회는 선교지에 대한 통제권을 포기하고 퇴거했다. 하지만 세페 티아라후가 이끈 과라니족은 이주 명령에 불복했다. 스페인군이 1754년 과라니족을 동안선교지에서 몰아내려 했으나 실패했다. 1756년 2월 10일, 스페인군과 포르투갈군 총 3,000 명이 과라니족과 싸웠다. 전투 결과 과라니족 1,511명과 백인 4명이 죽었고, 스페인-포르투갈 연합군이 동안선교지를 점령했다.
이후 1761년 엘파르도 조약으로 마드리드 조약은 무효화되고 동안선교지의 전도소들과 그 주변 지역은 스페인에게 넘어갔다.
1986년 영화 《미션》이 이 사건을 소재로 하고 있지만 그 내용은 역사적 사실과 매우 다르다.